# یلنا پولیاکووا-شیفتسوا
یلنا پولیاکووا-شیفتسوا (استونیایی: Jelena Poljakova-Všivtseva؛ زادهٔ ۱۳ دسامبر ۱۹۷۲) ورزشکار ورزش دوگانه زن اهل استونی بود.